# Àlgebra universal
L'àlgebra universal (de vegades anomenada àlgebra general) és la branca de la matemàtica que estudia de manera abstracta les idees comunes a totes les estructures algebraiques per si mateixes, no exemples ("models") d'estructures algebraiques.
Per exemple, en comptes d'estudiar els grups, l'àlgebra universal estudia la teoria de grups en conjunt.

## Idea bàsica
En àlgebra universal, una àlgebra (o estructura algebraica) és un conjunt A juntament amb una col·lecció d'operacions sobre A. Una operació n-ària sobre A és una funció que pren n elements de A i retorna un sol element de A. Així, una operació 0-ària es pot representar simplement per un element de A, o una constant, sovint simbolitzada per una lletra com a. Una operació 1-ària (o unària) és una funció de A en A, sovint denotada per un símbol col·locat davant del seu argument, com ~x. Una operació 2-ària (o binària) se sol denotar per un símbol col·locat entre els seus dos arguments, com x ∗ y. Les operacions d'aritat superior o no especificada se solen representar per símbols de funcions, amb els arguments col·locats entre parèntesis i separats per comes, com f(x,y,z) o f(x1,...,xn). Alguns investigadors permeten operacions d'aritat infinita, com {\displaystyle \textstyle \bigwedge _{\alpha \in J}x_{\alpha }}, on J és un conjunt infinit numerable, portant així a la teoria de reticles complets. Una manera de parlar sobre una àlgebra és, doncs, referir-s'hi com una àlgebra d'un cert tipus {\displaystyle \Omega }, on {\displaystyle \Omega } és una successió ordenada de nombres naturals que representen l'aritat de les operacions de l'àlgebra.

### Equacions
Després d'especificar les operacions, la naturalesa de l'àlgebra es pot delimitar pels axiomes, que en àlgebra universal acostumen a prendre la forma d'identitats, o lleis equacionals. Un exemple és l'axioma associatiu d'una operació binària, donat per l'equació x ∗ (y ∗ z) = (x ∗ y) ∗ z. Aquest axioma ha de ser vàlid per a qualssevol elements x, y i z del conjunt A.

## Varietats
Una estructura algebraica que es pugui definir mitjançant identitats s'anomena varietat.
Si ens restringim a l'estudi de les varietats, tenim:
- La lògica de predicats, sobretot amb els quantificadors, incloent-hi el quantificador universal ({\displaystyle \forall }), excepte abans d'una equació, i el quantificador existencial ({\displaystyle \exists })
- Totes les relacions excepte la igualtat, en particular les desigualtats, tant a ≠ b com relacions d'ordre.

Amb aquesta definició, es pot interpretar que l'àlgebra universal és una branca especial de la teoria de models, que tracta sobre estructures que només tenen operacions (és a dir, el tipus pot tenir símbols per a funcions però no per a relacions diferents de la igualtat).
No totes les estructures algebraiques en un sentit més ampli estan incloses en aquesta definició. Per exemple, els grups ordenats no s'estudien en aquesta concepció de l'àlgebra universal perquè impliquen tenir una relació d'ordre.
Una restricció més fonamental és que l'àlgebra universal no pot estudiar la classe dels cossos, perquè no existeix cap tipus (és a dir, cap signatura) en el qual totes les lleis dels cossos es puguin escriure com a equacions (els inversos dels elements estan definits per a tots els elements no nuls del cos, de tal manera que la inversió no es pot afegir al tipus).
Un avantatge d'aquesta restricció és que les estructures estudiades en àlgebra universal es poden definir en qualsevol categoria que tingui productes finits. Per exemple, un grup topològic és simplement un grup de la categoria dels espais topològics.

### Exemples
La majoria dels sistemes algebraics habituals de matemàtiques són exemples de varietats, però no sempre de manera òbvia, ja que les definicions habituals acostumen a implicar quantificadors o desigualtats.

#### Grups
Per tal d'il·lustrar-ho, considerem la definició d'un grup. Habitualment, es defineix un grup en termes d'una sola operació binària ∗, subjecta a aquests axiomes:
- Associativitat (com en la secció anterior): x ∗ (y ∗ z)  = (x ∗ y) ∗ z; formalment: ∀x,y,z. x∗(y∗z)=(x∗y)∗z.
- Element neutre: Existeix un element e tal que, per a tot element x, e ∗ x  = x  = x ∗ e; formalment: ∃e ∀x. e∗x=x=x∗e.
- Element invers: Es pot comprovar fàcilment que l'element neutr és únic. Si denotem aquest element neutre únic per e, llavors, per a tot x, existeix un element i tal que x ∗ i  = e  = i ∗ x; formalment: ∀x ∃i. x∗i=e=i∗x.

(Alguns autors afegeixen un axioma anomenat clausura, que obliga a què x ∗ y pertanyi al conjunt A sempre que x i y hi pertanyin. Però des d'un punt de vista de l'àlgebra universal, això està implícit en la definició de ∗ com a operació binària.)
Aquesta definició de grup és problemàtica des del punt de vista de l'àlgebra universal. La raó és que els axiomes de l'ement neutre i de la inversió no estan formalitzats purament en termes de lleis equacionals, sinó que també tenen clàusules que contenen la frase "existeix... tal que...". Això no és convenient; la llista de les propietats de grup es pot simplificar a enunciats quantificats universalment, introduint una operació 0-ària e i una operació unària ~ a part de la relació binària ∗. Aleshores, la llista d'axiomes per a aquestes tres operacions és:
- Associativitat: x ∗ (y ∗ z)  =  (x ∗ y) ∗ z.
- Element neutre: e ∗ x  =  x  =  x ∗ e; formalment: ∀x. e∗x=x=x∗e.
- Element invers: x ∗ (~x)  =  e  =  (~x) ∗ x formalment: ∀x. x∗~x=e=~x∗x.

(Normalment escrivim "x−1" en comptes de "~x", la qual cosa mostra que la notació per a les operacions d'aritat baixa no és sempre com es dona en el segon paràgraf.)
El que ha canviat és que en la definició habitual tenim:
- una única operació binària (signatura (2))
- 1 llei equacional (associativitat)
- 2 lleis quantificades (element neutre i invers)

...mentre que en la definició per a l'àlgebra universal tenim:
- 3 operacions: una de binària, una d'unària i una de 0-ària (signatura (2,1,0))
- 3 lleis equacionals (associativitat, element neutre i invers)
- cap llei quantificada (excepte pel que fa als quantificadors exteriors, la qual cosa està permesa en varietats).

És important comprovar que aquest segon conjunt de regles realment captura la definició de grup. La raó per la qual podria no ser així és que especificar un d'aquests grups universals podria donar més informació que especificar un grup de la manera habitual. Després de tot, no hi ha res en la definiciò habitual que digui que l'element neutre e ha de ser únic; si existeix un altre element neutre e', llavors seria ambigu quin dels dos hauria de ser el valor de l'operador 0-ari e. La demostració del fet que l'element neutre és únic és un exercici habitual en textos d'iniciació a la teoria de grups. El mateix es pot dir de l'element invers. Així, la definició en temres d'àlgebra universal és equivalent a la definició en termes habituals.
A primera vista pot semblar només una diferència tècnica, substituir les lleis quantificades per lleis equacionals. Tot i això, té conseqüències pràctiques immediates: quan es defineix un objecte grup en teoria de categories, on l'objecte en qüestió no té per què ser un conjunt, hom ha de fer servir lleis equacionals (que tenen sentit en categories generals), i no es poden fer servir lleis quantificades (que potser no tenen sentit, ja que els objectes de les categories generals poden no tenir elements). Addicionalment, la perspectiva de l'àlgebra universal insisteix no només en què l'invers i l'element neutre existeixen, sinó que han de ser aplicacions de la categoria. L'exemple bàsic és el d'un grup topològic: no només ha d'existir l'invers com a element, sinó que aquest invers ha der ser continu.

## Construccions bàsiques
Suposem que la signatura, {\displaystyle \Omega }, està fixada. Llavors existeixen tres construccions bàsiques en àlgebra universal: imatge homomorfa, subàlgebra i producte.
Un homomorfisme entre dues àlgebres A i B és una funció h: A → B del conjunt A en el conjunt B tal que, per a cada operació fA de A i la corresponent fB de B (d'aritat n, per exemple), h(fA(x1, ..., xn)) = fB(h(x1), ..., h(xn)). (De vegades s'omet el subíndex de f si queda clar a partir del context de quina àlgebra és la funció). Per exemple, si e és una constant (operació 0-ària), llavors h(eA) = eB. Si ~ és una operació unària, llavors h(~x) = ~h(x). Si ∗ és una operació binària, llavors h(x ∗ y) = h(x) ∗ h(y); i així successivament. Algunes de les operacions que es poden fer amb els homomorfismes inclouen prendre la imatge homomorfa d'una àlgebra, h(A).
Una subàlgebra de A és un subconjunt de A que és tancat per totes les operacions de A. Un producte d'un conjunt d'estructures algebraiques és el producte cartesià dels conjunts amb les operacions definides coordenada a coordenada.

## Alguns teoremes bàsics
- Els teoremes d'isomorfisme, que inclou els teoremes d'isomorfisme de grups, anells, mòduls, etc.
- El teorema de Birkhoff, que afirma que una classe d'àlgebres és una varietat si i només si és tancat per imatges homomorfes, subàlgebres i productes directes arbitraris.

## Motivacions i aplicacions
A més del seu enfocament unificador, l'àlgebra universal també proporciona teoremes potents i exemples i contraexemples importants. Proporciona un conjunt d'eines útils per tal que començar l'estudi de noves classes d'àlgebres. De vegades, els mètodes emprats per estudiar unes classes d'àlgebres poden ser útils per a altres classes d'àlgebres, convertint els mètodes en termes d'àlgebra universal, i després reinterpretant-los en termes d'altres classes. També proporciona aclariments conceptuals. Com diu J.D.H. Smith,
| « | (anglès) What looks messy and complicated in a particular framework may turn out to be simple and obvious in the proper general one. | (català) El que sembla complicat en un entorn particular pot resultar simple i obvi en l'entorn general adequat. | » |

En particular, l'àlgebra universal es pot aplicar a l'estudi de monoides, anells i reticles. Abans de l'aparició de l'àlgebra universal, molts teoremes (sobretot els teoremes d'isomorfisme) tenien demostracions diferents per a cadascun d'aquests àmbits, però amb l'àlgebra universal es poden demostrar d'una vegada per totes per a qualsevol sistema algebraic.

## Generalitzacions
Donada una llista d'operacions i axiomes de l'àlgebra universal, les corresponents àlgebres i homomorfismes són els objectes i morfismes d'una categoria. La teoria de categories és vàlida en moltes situacions, mentre que l'àlgebra universal no, pel que fa a la generalització dels teoremes. Recíprocament, molts teoremes vàlids en àlgebra universal no es poden generalitzar completament fins a l'àmbit de la teoria de categories.

## Història
En el llibre A Treatise on Universal Algebra d'Alfred North Whitehead, publicat el 1898, el terme àlgebra universal tenia essencialment el significat que entenem avui en dia. Whitehead referencia William Rowan Hamilton i Augustus De Morgan com a creadors de la matèria, i James Joseph Sylvester per encunyar el terme.
En aquella època, les estructures com les àlgebres de Lie i quaternions hiperbòlics paraven atenció a la necessitat d'expandir les estructures algebraiques més enllà de la classe multiplicativa associada. En una publicació, Alexander Macfarlane escrigué:
| « | (anglès) The main idea of the work is not unification of the several methods, nor generalization of ordinary algebra so as to include them, but rather the comparative study of their several structures. | (català) La idea principal de l'obra no és unificar els diferents mètodes, ni generalitzar l'àlgebra ordinària per tal d'incloure'ls, sinó l'estudi comparatiu de les seves diferents estructures. | » |

En aquella època, l'àlgebra lògica de George Boole suposà un fort contrapunt a l'àlgebra numèrica ordinària, així que el terme "universal" serví per a calmar les diferents sensibilitats.
L'obra inicial de Whitehead intentava unificar els quaternions (deguts a Hamilton), l'Ausdehnungslehre de Grassmann, i l'àlgebra de lògica de Boole. Whitehead escrigué:
| « | (anglès) Such algebras have an intrinsic value for separate detailed study; also they are worthy of comparative study, for the sake of the light thereby thrown on the general theory of symbolic reasoning, and on algebraic symbolism in particular. The comparative study necessarily presupposes some previous separate study, comparison being impossible without knowledge. | » |

Tot i això, Whitehead no tenia resultats d'una naturalesa general. L'obra sobre aquest tema era mínima fins al principi de la dècada de 1930, quan Garrett Birkhoff i Øystein Ore van començar a publicar sobre àlgebres universals. Els desenvolupaments en metamatemàtica i en teoria de categories de les dècades de 1940 i 1950 van servir per ampliar el camp, particularment l'obra d'Abraham Robinson, Alfred Tarski, Andrzej Mostowski i els seus estudiants (Brainerd 1967).
En el període entre 1935 i 1950, la majoria de publicacions sobre àlgebra universal seguien les directrius de les publicacions de Birkhoff, tractant sobre àlgebres lliures, congruència i reticles de subàlgebres, i teoremes d'homomorfisme. Encara que el desenvolupament de la lògica matemàtica va fer possible la seva aplicació a l'àlgebra, aquests avenços apareixien lentament; els resultats publicats per Anatoli Maltsev en la dècada de 1940 quedaren silenciats a causa de la guerra. La lectura de Tarski en el Congrés Internacional de Matemàtics de 1950 a Cambridge inicià un nou període en què es van desenvolupar aspectes de teoria de models, principalment pel mateix Tarski, així com per C.C. Chang, Leon Henkin, Bjarni Jónsson, Roger Lyndon, i altres.
A finals de la dècada de 1950, Edward Marczewski emfasitzà la importància de les àlgebres lliures, la qual cosa portà a l'edició de més de 50 publicacions sobre la teoria algebraica de les àlgebres lliures pel mateix Marczewski juntament amb Jan Mycielski, Władysław Narkiewicz, Witold Nitka, J. Płonka, S. Świerczkowski, K. Urbanik, i altres.